# Wimauma
Wimauma é uma Região censo-designada localizada no estado americano da Flórida, no Condado de Hillsborough.

## Demografia
Segundo o censo americano de 2000, a sua população era de 4246 habitantes.

## Geografia
De acordo com o United States Census Bureau tem uma área de 22,8 km², dos quais 21,8 km² cobertos por terra e 1,0 km² cobertos por água. Wimauma localiza-se a aproximadamente 31 m acima do nível do mar.

## Localidades na vizinhança
O diagrama seguinte representa as localidades num raio de 24 km ao redor de Wimauma.